# 阳湖县
阳湖县是清代江苏省常州府所辖的一个县。
雍正四年（1726年），由于常州府首县武进县人口、赋税繁多，被分为武进、阳湖两县，西部为武进县，东部为阳湖县，县署均设于府城内。
陽湖縣下轄18鄉：大寧鄉、豐北鄉、豐南鄉、豐東鄉、豐西鄉、政成鄉、孝仁鄉、安尚鄉、升東鄉、升西鄉、定東鄉、定西鄉、延政鄉、惠化鄉、從政鄉、太平鄉、新塘鄉、迎春鄉。
1912年（民国元年）撤废阳湖县。
著名文学家瞿秋白、語言學家趙元任是該縣人。知名的古文流派陽湖派亦出於此。